# チャーチ委員会
チャーチ委員会 (Church Committee、正式には 「諜報活動に関する政府活動を調査する米国上院特別委員会」)は 1975年に米国上院の特別委員会で、中央情報局（CIA）、国家安全保障局（NSA）、連邦捜査局（FBI）、内国歳入庁（IRS）による不正行為を調査した。アイダホ州選出のフランク・チャーチ上院議員（民主党）が委員長を務めるこの委員会は、「諜報の年」と呼ばれた1975年、下院のパイク委員会や大統領主催のロックフェラー委員会など、諜報活動の不正に関する一連の調査の一環であった。この委員会の努力は、常設の米上院情報特別委員会の設立につながった。
同委員会の最も衝撃的な暴露には、マインド・コントロールの人体実験の一環として、何も知らないアメリカ市民を薬漬けにして拷問した「
MKウルトラ計画」、アメリカの政治団体や市民権団体の監視と潜入に関与した「COINTELPRO」、外国の指導者を秘密裏に暗殺するCIAのプログラム「Family Jewels」などがある。
また、大手通信会社がNSAとトラフィックを共有するプログラムである「プロジェクト・シャムロック」を発掘し、このシグナル・インテリジェンスの存在を初めて公に確認した。

## 背景
1970年代初頭までに、諜報活動に関する厄介な事実が次々と報道された。まず1970年1月、陸軍情報将校クリストファー・パイルによる米陸軍の民間人に対するスパイ活動の暴露があり、サム・アービン上院議員の調査によってさらに多くの事実が明らかになった。そして1974年12月22日、『ニューヨーク・タイムズ』紙は、シーモア・ハーシュによる長文の記事を掲載し、CIAが長年にわたって行ってきた"Family Jewels"作戦の詳細を明らかにした。外国指導者の暗殺未遂や外国政府を転覆させようとする秘密工作が初めて報告された。さらに、米国市民の政治活動に関する情報収集のための諜報機関による取り組みについても触れられている。
チャーチ委員会の設立は、1975年1月27日、上院で82対4の賛成多数で承認された。1970年代初頭までに、諜報活動に関する一連の問題暴露が報道されていた。まず、1970年1月に陸軍情報将校クリストファー・パイルが、米陸軍が民間人をスパイしていたことを暴露し、サム・アービン上院議員の調査によってさらに多くの事実が明らかになった。そして1974年12月22日、『ニューヨーク・タイムズ』紙は、シーモア・ハーシュによる長文の記事を掲載し、CIAが長年にわたって行ってきた作戦の詳細を明らかにした。外国指導者の暗殺未遂や外国政府を転覆させようとする秘密工作が初めて報告された。さらに、アメリカ市民の政治活動に関する情報を収集する情報機関の活動についても述べられている。
チャーチ委員会の設立は1975年1月27日、上院で82対4の賛成多数で承認された。

## 概要
チャーチ委員会の最終報告書は1976年4月に6冊の本として公表された。また、上院におけるチャーチ委員会の公聴会も7冊の本にまとめられた。
最終報告書の発表に先立ち、委員会は「外国指導者の暗殺計画疑惑」と題する中間報告書も発表し、ザイール共和国のパトリス・ルムンバ、ドミニカ共和国のラファエル・トルヒーヨ、南ベトナムのゴー・ディン・ディエム、チリのレネ・シュナイダー将軍、キューバのフィデル・カストロなど、外国指導者の暗殺未遂疑惑を調査した。ジェラルド・フォード大統領は上院に報告書を非公開にするよう求めたが失敗し、委員会の勧告と圧力のもと、フォード大統領は大統領令11905号（最終的には1981年にレーガン大統領の大統領令12333号に置き換えられた）を発布し、米国による外国指導者の暗殺を禁止した。
さらに、同委員会は諜報活動に関する7つのケーススタディを作成したが、公開されたのはチリに関する1つだけで、タイトルは『チリにおける諜報活動：1963-1973年』。残りはCIAの要請で非公開とされた。
機密解除された国家安全保障局の歴史によれば、チャーチ委員会はNSAの監視リストの摘発にも貢献した。このリストの情報は、いわゆる「神韻辞書」と呼ばれる伝記情報に編集され、ピーク時には数百万人、そのうちの数千人はアメリカ市民であった。このリストの著名なメンバーには、ジョアン・ウッドワード、トーマス・ワトソン、ウォルター・モンデール、アート・ブッフウォルド、アーサー・F・バーンズ、グレゴリー・ペック、オーティス・G・パイク、トム・ウィッカー、ホイットニー・ヤング、ハワード・ベイカー、フランク・チャーチ、デビッド・デリンジャー、ラルフ・アバナシーなどがいた。
1945年から1970年代初頭まで、大手通信会社がNSAと通信を共有していたのである。このプロジェクト・シャムロックで集められた情報は、ウォッチ・リストに直接反映された。1975年、委員会はフォード大統領の反対を押し切って、この作戦の詳細を一方的に機密解除することを決定した。
チャーチ委員会の報告書を合わせると、これまでに公開された諜報活動の中で最も広範なレビューになると言われている。内容の多くは機密扱いであったが、1992年のジョン・F・ケネディ大統領暗殺記録収集法により、50,000ページ以上が機密解除された。

## この委員会の委員
| 過半数 (民主党) | 少数 (共和党) |
| --- | --- |
| - フランク・チャーチ、委員長、アイダホ州 - フィリップ・ハート、ミシガン州 - ウォルター・モンデール、ミネソタ州 - ウォルター・ハドルストン、ケンタッキー州 - ロバート・モーガン、ノースカロライナ州 - ゲイリー・ハート、コロラド州 | - ジョン・タワー、副委員長、テキサス州 - ハワード・ベイカー、テネシー州 - バリー・ゴールドウォーター、アリゾナ州 - チャールズ・マティアス、メリーランド州 - リチャード・シュワイカー、ペンシルベニア州 |

委員
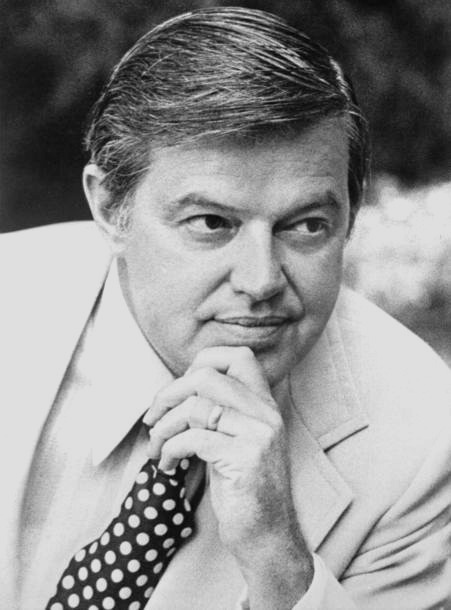
フランク・チャーチ
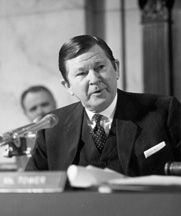
ジョン・タワー
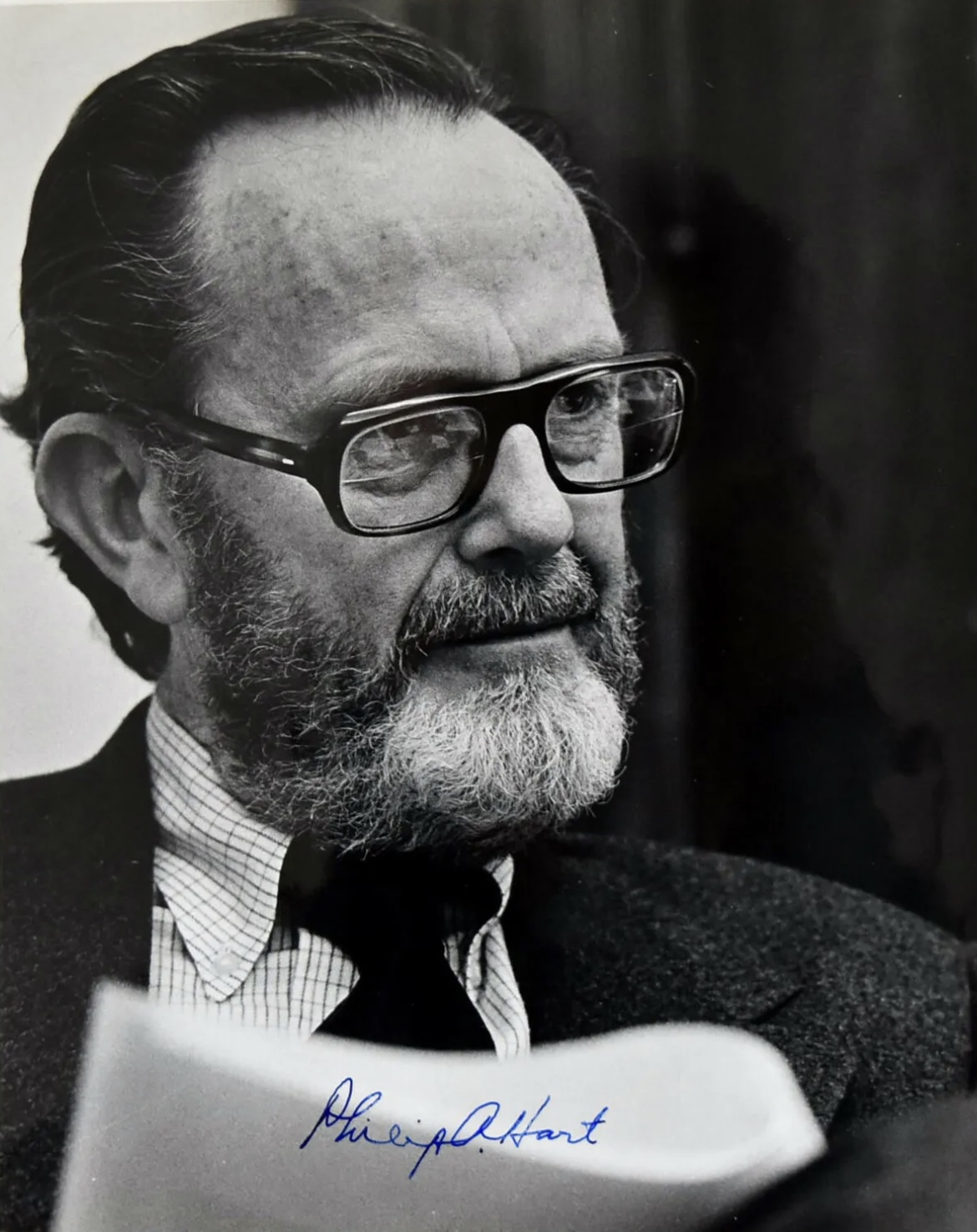
フィリップ・ハート（英語版）
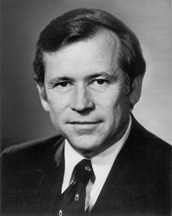
ハワード・ベイカー
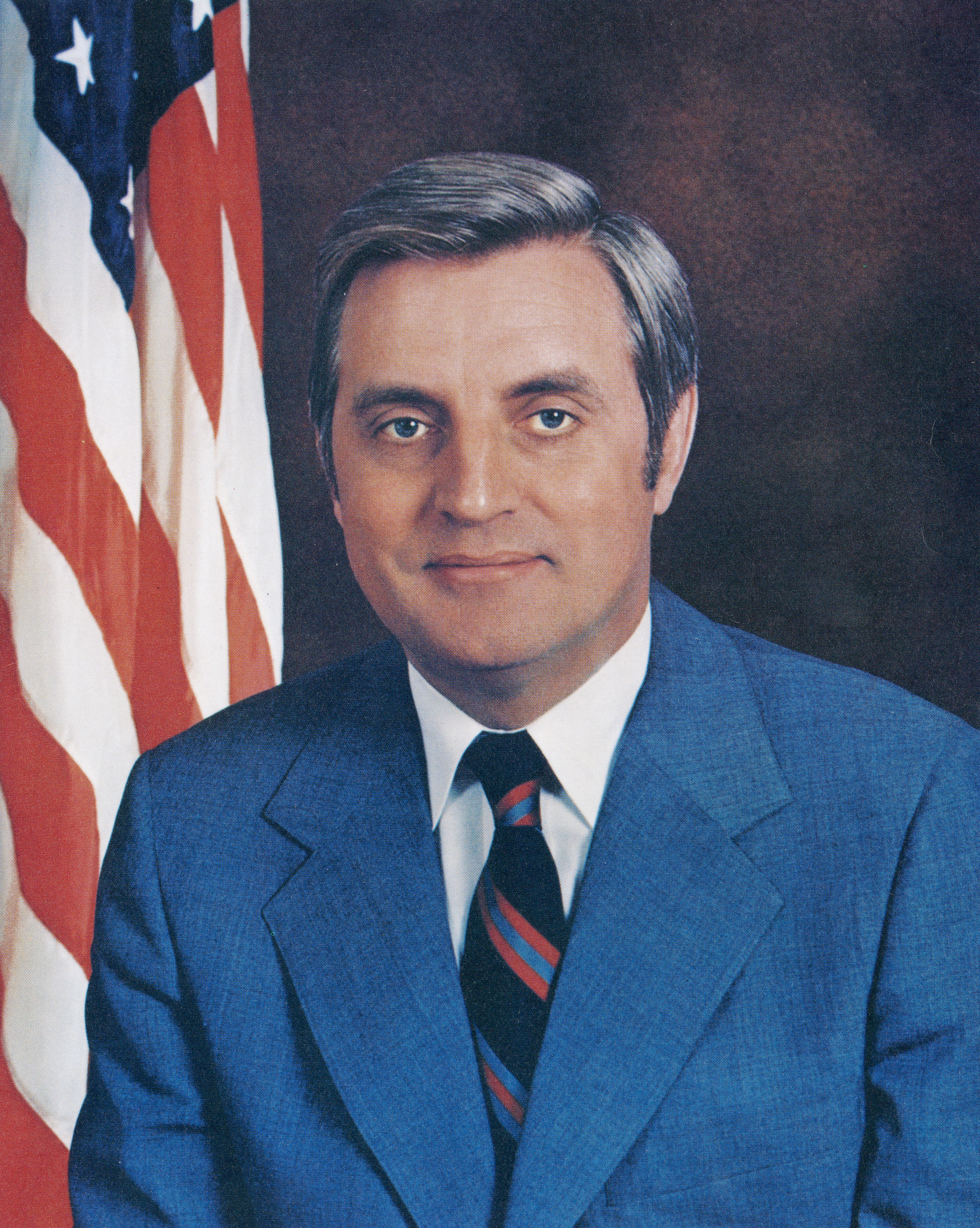
ウォルター・モンデール
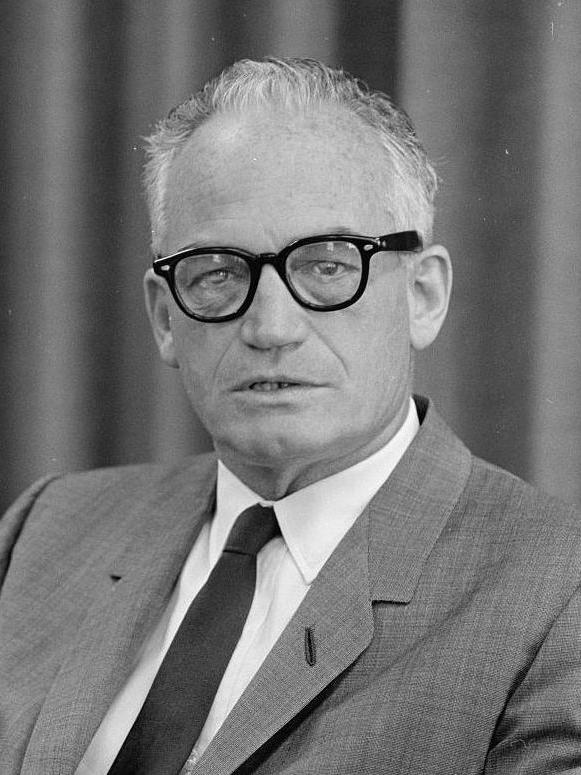
バリー・ゴールドウォーター
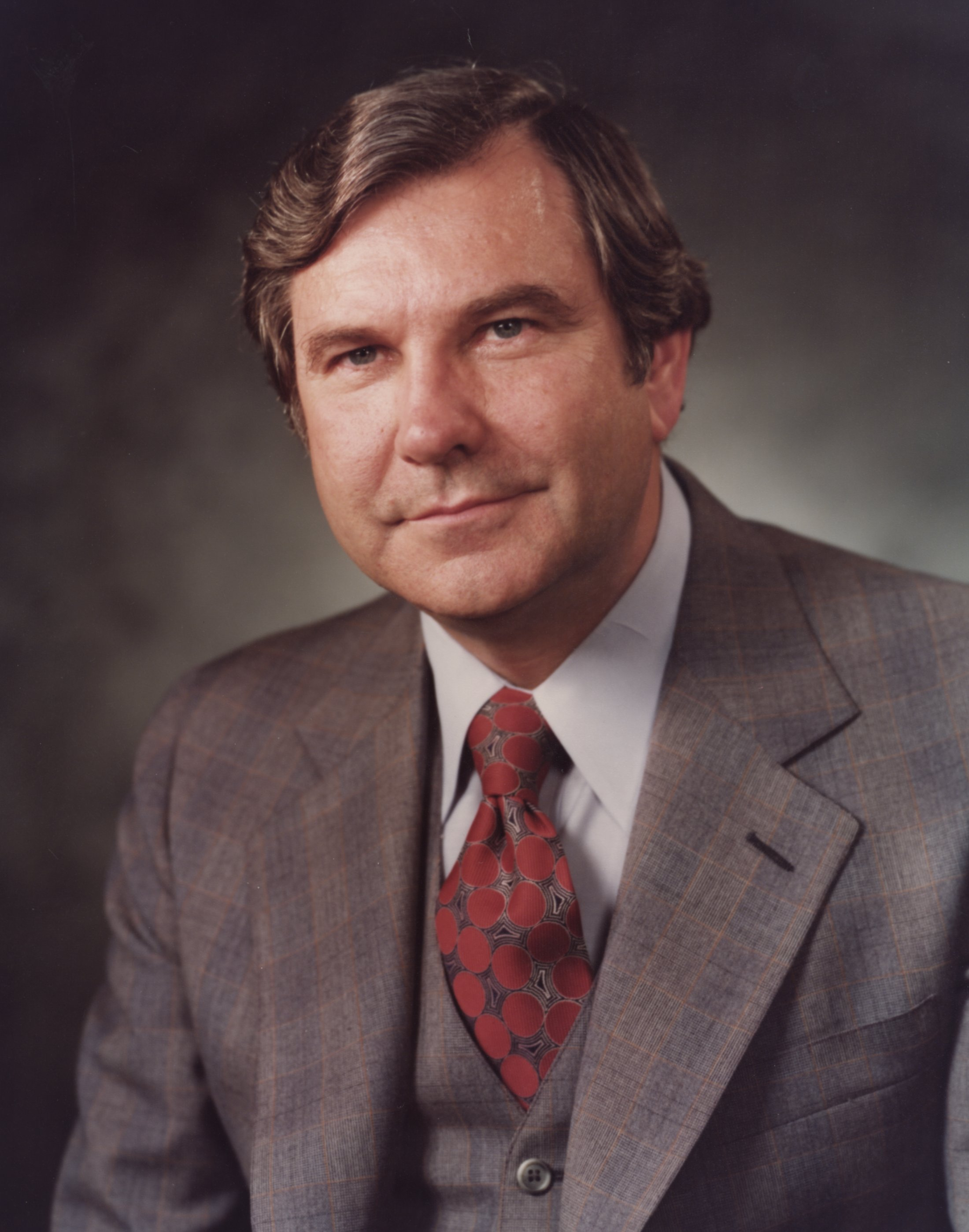
ウォルター・ハドルストン（英語版）
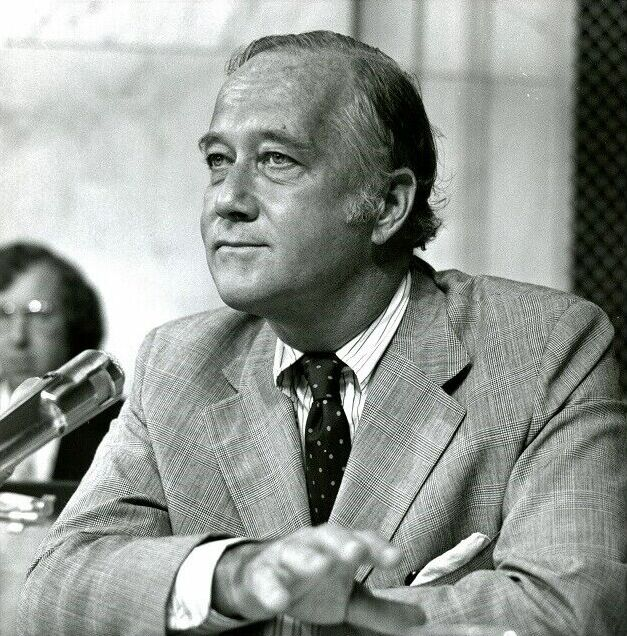
チャールズ・マティアス（英語版）
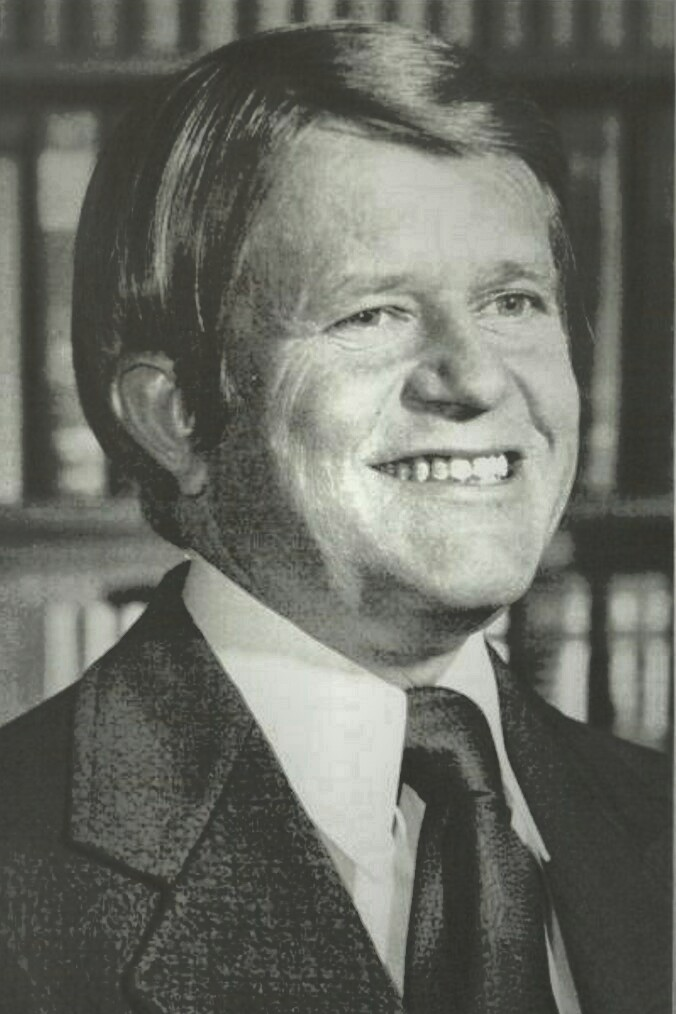
ロバート・モーガン（英語版）
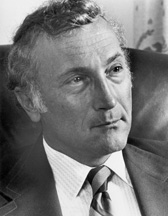
リチャード・シュワイカー（英語版）
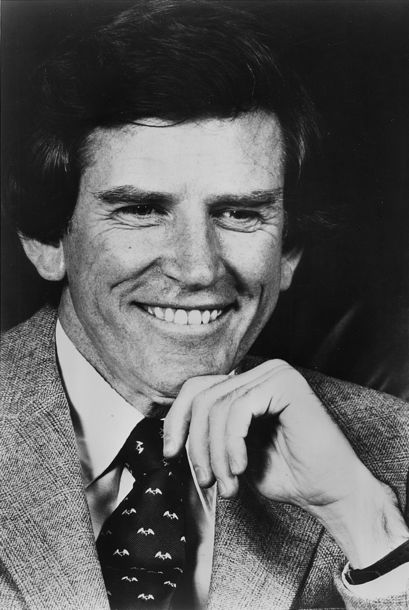
ゲイリー・ハート（英語版）

## ケネディー大統領暗殺事件の調査
委員会はまた、1963年11月22日のジョン・F・ケネディ暗殺に関する調査を実施し、50人の証人に質問を行い、3,000の文書にアクセスした。FBIとCIAの行動とウォーレン委員会への支援に焦点を当てた。
チャーチ委員会は、海外、特にキューバにおける政治指導者の暗殺計画と、第35代アメリカ合衆国大統領の暗殺計画との間に関連性がある可能性について問題を提起した。
チャーチ委員会は、情報入手のプロセスに疑問を呈し、連邦政府機関がその義務と責任を怠ったことを非難し、暗殺に関する調査に不備があったと結論づけた。
1976年から1979年にかけて、JFK暗殺に関する第二の主要調査である下院暗殺特別委員会（HSCA）の創設に参加した。

## CIAと連邦捜査局による郵便物の隠密裏の検閲
チャーチ委員会は、1950年代から、CIAと連邦捜査局が、1973年にこのプログラム（「HTLINGUAL」と呼ばれる）が閉鎖されるまでに、21万5000通以上の郵便物を検閲し、開封し、撮影していたことを知った。このプログラムは、すべて「メール・カバー」プログラム（メール・カバーとは、政府が令状や通告を必要とせずに、封筒や小包の外側にあるすべての情報（差出人や受取人の名前を含む）を記録するプロセスである）の下で行われた。チャーチの報告書によれば、CIAは政府諜報員が郵便物を開封していることを米国郵政公社に知られないように注意していた。CIA諜報員は郵便物を開封するために個室に移動したり、場合によっては夜間に封筒をブリーフケースやコートのポケットに詰めて開封し、郵便局員を欺いていた。

## フォード政権とチャーチ委員会
1975年5月9日、チャーチ委員会はCIA長官代理ウィリアム・コルビーを招集することを決定した。同日、フォードの最高顧問（ヘンリー・キッシンジャー、ドナルド・ラムズフェルド、フィリップ・W・ブッヘン、ジョン・マーシュ）は、コルビーには証言ではなく説明のみを許可し、現実的な仮定の話以外は具体的な諜報活動の詳細を避け、一般的なテーマについてのみ議論するようにとの勧告書を作成した。しかし、チャーチ委員会は公聴会を招集し、コルビーの証言を要求する全権限を持っていた。フォードと彼の最高顧問は、公聴会の準備のためにコルビーと会った。コルビーはこう証言した。「この2ヵ月間、アメリカの諜報活動は危険にさらされた。CIAに言及した、あるいはCIAの完全に合法的な活動に言及したいかなるニュースも、ほとんどヒステリックな興奮に包まれ、秘密諜報活動が米国によって実施されうるかどうかが疑問視されている。」

## 調査結果
1975年8月17日、フランク・チャーチ上院議員はNBCの番組『ミート・ザ・プレス』に出演し、NSAの名前には触れずにNSAについて議論した：
In the need to develop a capacity to know what potential enemies are doing, the United States government has perfected a technological capability that enables us to monitor the messages that go through the air. (...) Now, that is necessary and important to the United States as we look abroad at enemies or potential enemies. We must know, at the same time, that capability at any time could be turned around on the American people, and no American would have any privacy left: such is the capability to monitor everything—telephone conversations, telegrams, it doesn't matter. There would be no place to hide.

If this government ever became a tyranny, if a dictator ever took charge in this country, the technological capacity that the intelligence community has given the government could enable it to impose total tyranny, and there would be no way to fight back because the most careful effort to combine together in resistance to the government, no matter how privately it was done, is within the reach of the government to know. Such is the capability of this technology. (...)

I don't want to see this country ever go across the bridge. I know the capacity that is there to make tyranny total in America, and we must see to it that this agency and all agencies that possess this technology operate within the law and under proper supervision so that we never cross over that abyss. That is the abyss from which there is no return.
（全文和訳：潜在的な敵が何をしているかを知る能力を開発する必要性から、米国政府は空中を通過するメッセージを監視できる技術的能力を完成させた。(敵や潜在的な敵を海外から監視することは、米国にとって必要かつ重要なことである。同時に、その能力はいつでもアメリカ国民に向けられる可能性があることも知っておかなければならない。隠れる場所などないのだ。
もし政府が専制政治を敷くようなことがあれば、独裁者がこの国を支配するようなことがあれば、情報機関が政府に与えた技術的能力によって、政府は完全な専制政治を敷くことができるだろう。政府に抵抗して団結しようとする最も慎重な努力は、それがどんなに内密に行われたとしても、政府の手の届くところにあるのだから、反撃の手段はない。それがこのテクノロジーの能力なのだ。
私はこの国が橋を渡るのを見たくない。私は、アメリカにおける専制政治を完全なものにする能力がそこにあることを知っている。私たちは、この機関やこの技術を保有するすべての機関が、法の範囲内で、適切な監督の下で運営されるようにしなければならない。それこそが奈落の底であり、そこから戻ることはできないのだ。）

## 委員会の余波
チャーチ委員会とパイク委員会の調査によって明らかになった政治的圧力の結果、ジェラルド・フォード大統領は大統領令11905号を発布した。この大統領令は政治的暗殺を禁止した：「合衆国政府のいかなる職員も、政治的暗殺に関与してはならず、また、それを共謀してはならない。チャーチ上院議員は、将来の大統領であれば、さらなる大統領令によってこの大統領令を簡単に無効化したり、変更したりすることができるという理由で、この動きを批判した。さらにジミー・カーター大統領は、大統領令11905をある意味で拡大した大統領令12036を出した。
1977年、カール・バーンスタイン記者が『ローリング・ストーン』誌に寄稿し、CIAとメディアの関係はチャーチ委員会が明らかにしたものよりはるかに広範であったと述べた。バーンスタインは、「1950年代と1960年代に、アメリカのジャーナリズム界で最も強力な組織や個人と、恥ずべき関係があった」ことを示すことになるため、委員会はそれを隠蔽したと述べた。
保守系雑誌『アメリカン・スペクテイター』の編集者エメット・ティレル・ジュニアは、委員会は「CIAのエージェントと作戦を裏切った」と書いた。後のCIA長官ジョージ・H・W・ブッシュが確認したように、委員会は名前を受け取っていなかったので、公表するものはなかった。しかし、ジム・マクルーア上院議員は、チャーチが敗北した1980年の選挙でこの疑惑を利用した。
委員会の活動は、9月11日の同時多発テロ以降、CIAの人的情報収集能力を低下させる法案につながったとして批判されるようになった。このような批判に対し、同委員会の主任弁護士フレデリック・A・O・シュワルツ・ジュニアは、アジズ・Z・フックとの共著で反論し、ブッシュ政権が9.11を利用して「北大西洋のこちら側では前例のない」「君主主義的主張」を行ったことを非難した。
2006年9月、ケンタッキー大学は「誰がスパイを監視しているのか？Intelligence Activities and the Rights of Americans（諜報活動とアメリカ人の権利）」と題したフォーラムが開催され、民主党の2人の委員、ウォルター・モンデール元米国副大統領とウォルター・"ディー"・ハドルストン元上院議員（ケンタッキー州）とシュワルツが、委員会の仕事、その歴史的影響、そしてそれが現代社会にどのように関係しているかについて議論した。

## 日本国内で取り上げられた番組
2024年2月26日放送、「映像の世紀バタフライエフェクト CIA 世界を変えた秘密工作」

## こちらも参照
- FBI–キング自殺の手紙（英語版）
- ホープ委員会（英語版） (オーストラリアの情報機関を調査するために設立された)
- 連邦政府の兵器化に関する下院特別小委員会（英語版）
- ヒューズ・ライアン修正案（英語版）
- CIAによる人権侵害（英語版）
- ジョン・F・ケネディー大統領暗殺事件
- グラディオ作戦 (レポートの機密部分に含まれる)
- モッキンバード作戦（英語版）
- 大統領緊急行動文書（英語版）
- モッキンバード計画（英語版）
- シャドウ・ファクトリー（英語版）
- 監視の乱用（英語版）
- アメリカ合衆国における人体実験（英語版）
- 中央情報局の特別活動（英語版） (CIA)

## 関連：外部へのリンク
- Church Committee reports (Assassination Archives and Research Center)
- National Security Agency Tracking of U.S. Citizens – "Questionable Practices" from 1960s & 1970s published by the National Security Archive
- Church Report: Covert Action in Chile 1963-1973 (US Dept. of State)
- Interviews with William Colby and Richard Helms from cia.gov
- Recollections from the Church Committee's Investigation of NSA from cia.gov
- Church Committee Reports (Mary Ferrell Foundation)
- Book 1: Final report of the Select Committee to Study Governmental Operations with Respect to Intelligence Activities, United States Senate : together with additional, supplemental, and separate views. United States Government Printing Office. (April 26, 1976). p. 391
- Church Committee Report On Diem Coup
- Flashback: A Look Back at the Church Committee’s Investigation into CIA, FBI Misuse of Power
- The Church Committee: Idaho's Reaction to Its Senator's Involvement in the Investigation of the Intelligence Community